# Анастасія Шкільник
Анастасія Марія Шкільник (англ. Anastasia Maria Shkilnyk; 22 серпня 1945 — 13 травня 2014) — канадсько-американська вчена-антрополог українського походження, що народилась в Німеччині.

## Біографія
Анастасія Марія Шкільник народилась у 1945 році в таборі переміщених осіб біля Вассенберга (Німеччина)  22 серпня 1945 року у родині українського судді Михайла Шкільника та Марії Саламон. У віці двох років сім'я переїхала до Вінніпегу. Анастасія Шкільник вчилась на східноєвропейських студіях в Університеті Торонто, закінчивши його в 1966 році. Після цього вона отримала ступінь маґістра в Єльському університеті. Ступінь доктора філософії у галузі міського планування Шкільник отримала в Массачусетському технологічному інституті.
Докторська дисертація Шкільник була опублікована під назвою «Отрута сильніше любові» (1985). У ній було задокументовано отруєння ртуттю спільноти Grassy Narrows, а також соціальна дезінтеграція громади.
Померла Анастасія Марія Шкільник 13 травня 2014 року.

## Публікації
- A Poison Stronger Than Love: The Destruction of an Ojibwa Community, 1985